# Секкез
Секке́з (перс. سقز‎, курд. Seqiz, سەقز) — город на западе Ирана, в провинции Курдистан. Административный центр шахрестана Секкез. Второй по численности населения город провинции.

## География и климат
Город находится в северо-западной части Курдистана, в горной местности, на высоте 1479 метров над уровнем моря.
Секкез расположен на расстоянии приблизительно 120 километров к северо-западу от Сенендеджа, административного центра провинции и на расстоянии 450 километров к западу от Тегерана, столицы страны.
Климат обусловлен расположением города в горной местности и характеризуется чередованием холодной снежной зимы и сухого жаркого лета. Среднегодовое количество осадков — 500 мм. В Секкезе был зафиксирован самый низкий для Ирана показатель температуры воздуха — −36 °C.

## Население
По данным переписи, на 2006 год население составляло 131 349 человека; в национальном составе преобладают курды (носители диалекта сорани).
| 1986   | 1991   | 1996    | 2006    | 2012    |
| ------ | ------ | ------- | ------- | ------- |
| 81 351 | 98 933 | 115 394 | 131 349 | 141 376 |

## Достопримечательности
Окрестности Секкеза представляют собой живописные природные ландшафты: леса и горные луга. Лесные массивы, занимающие около 7000 га площади между Секкезом и Буканом, являются рекреационной зоной, а также базой для лесовосстановления.
Также, в некотором удалении от города расположено несколько историко-культурных памятников. Так, на расстоянии 20 километров к северу от трассы, соединяющей Секкез с городом Дивандарре, находится пещера Карафту, где в эпоху Парфянского царства находился храм Геракла.
В 42 километрах северо-восточнее, расположены руины крепости Зевийе, случайно открытые в 1947 году. Строительство крепости относится, по-видимому, к 900 году до н.э., то есть к периоду господства здесь Мидийского царства.